# Ivanhorod
Pour les articles homonymes, voir Ivangorod (homonymie).
 (février 2016).
Si vous disposez d'ouvrages ou d'articles de référence ou si vous connaissez des sites web de qualité traitant du thème abordé ici, merci de compléter l'article en donnant les références utiles à sa vérifiabilité et en les liant à la section « Notes et références ».
Ivanhorod ou Ivangorod (en ukrainien : Іванго́род, en russe : Ивангород et en polonais : Iwangród) est un village du raïon d'Ouman dans l'oblast de Tcherkassy au centre-ouest de l'Ukraine.
Il appartient à la collectivité territoriale (hromada) de Khrystynivka.
Il se situe à environ 150 kilomètres au sud-ouest de Kiev.

## Photographie
Une photographie de la Seconde Guerre mondiale montrant une mère et son enfant abattus à l'extérieur du village par un soldat SS est devenu l'un des symboles de l'Holocauste en Ukraine. Elle a été envoyée du Front de l'Est, mais intercepté par des membres de la résistance polonaise, l'Armée de l'Intérieur, au bureau de poste de Varsovie pour Jerzy Tomaszewski qui a documenté les crimes de guerre nazis pour le gouvernement polonais en exil.

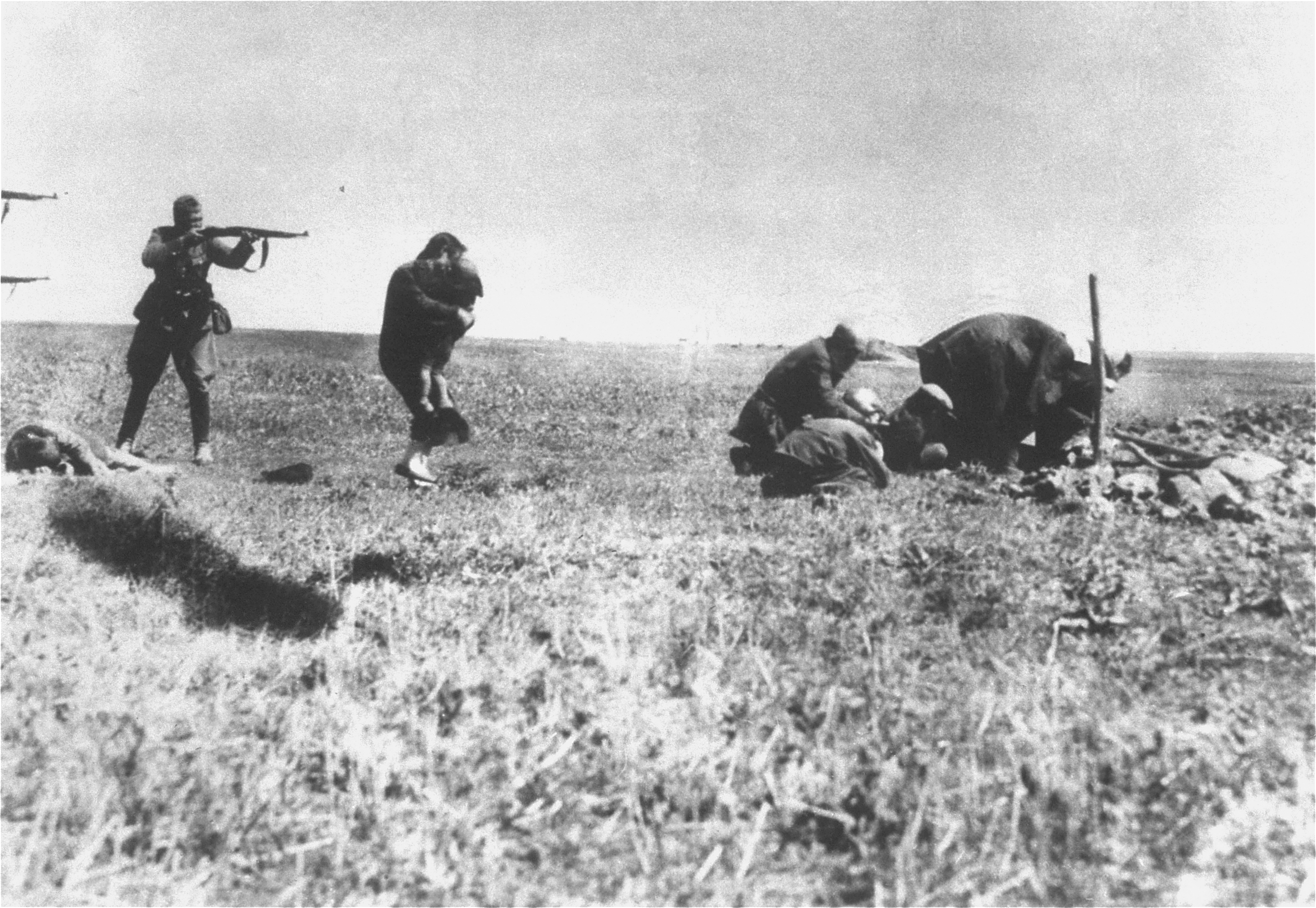
La photographie en question.